# 孔布朗希安
孔布朗希安（法語：Comblanchien，法語發音：[kɔ̃blɑ̃ʃjɛ̃]）是法国科多尔省的一个市镇，位于该省东南部，属于博讷区。

## 地理
孔布朗希安（47°6'6"N, 4°55'17"E）面积3.61 平方千米，位于法国勃艮第-弗朗什-孔泰大區科多尔省，该省份为法国中东部省份，北起奥布省，西接涅夫勒省和约讷省，南至索恩-卢瓦尔省，东南接汝拉省，东临上索恩省，东北部与上马恩省接壤。
与孔布朗希安接壤的市镇（或旧市镇、城区）包括：绍村、普雷莫-普里塞、维莱拉费、科尔戈卢万。

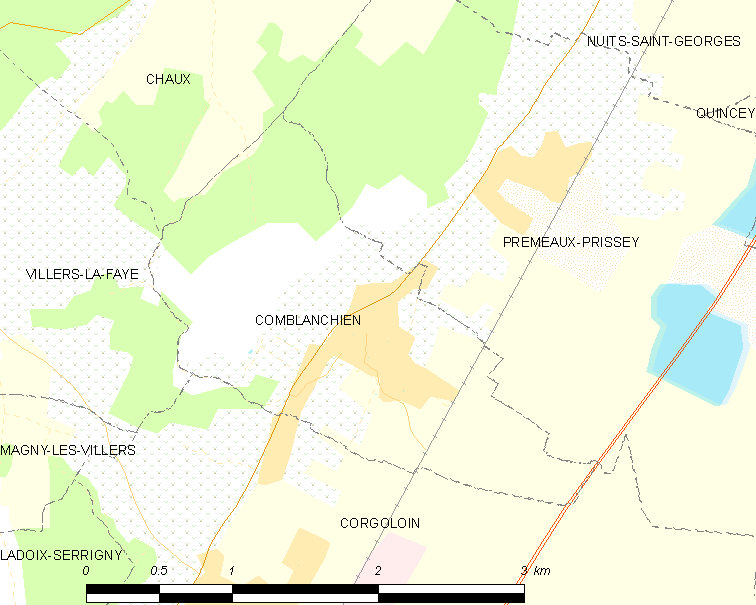
孔布朗希安的OSM定位图

孔布朗希安的时区为UTC+01:00、UTC+02:00（夏令时）。

## 行政
孔布朗希安的邮政编码为21700，INSEE市镇编码为21186。

## 政治
孔布朗希安所属的省级选区为尼伊圣乔治县。

## 人口

1962-2008年间孔布朗希安人口变化图示

孔布朗希安于2022年1月1日时的人口数量为604人。